# Палац Сфатул Церій
Палац Сфатул Церій (рум. Sediul Sfatului Țării) — будівля в Кишиневі, що спочатку розміщувалася в 3-й гімназії для хлопчиків, розташована по вул. Олексія Матійовича. У 1917-1918 тут розташовувався парламент автономної Молдови - Сфатул Церій. Внесено до реєстру пам'яток державного значення Молдови.

## Історія
Будівля зведена за проектом Володимира Циганки, призначалася як дитячий будинок та пансіонат для 70 хлопчиків із дворянських сімей. У 1905, коли будівельні роботи завершено, будівлю передано міністерству освіти, яка вирішила відкрити в ньому третю чоловічу гімназію. Двоповерхова будівля збудована за планом, що нагадує кириличну букву «ж», у стилі французького класицизму і відокремлена від вулиці просторим садом. Усередині, окрім навчальних приміщень, знаходилася шкільна церква Святого Стефана.
У 1914 в будівлі розмістили військовий шпиталь.
У 1917 колишня гімназія стала резиденцією Національної ради (Сфатул Церій), парламенту Бессарабії, яка отримала автономію після Лютневої революції в Російській імперії.
2 грудня 1917 Сфатул Церій ухвалив створити Молдовську демократичну республіку зі статусом, який можна порівняти зі статусом Великого князівства Фінляндського до 1917, а 27 березня 1918 проголосували за приєднання Бессарабії до Румунії. Під час голосування будівля парламенту була оточена румунськими військами, які вторглися до Бессарабії у січні того ж року, вигнавши з неї більшовиків. Пам'ятна дошка на фасаді будівлі вказує на період роботи парламенту Молдови.
У міжвоєнний період у будівлі містилася чоловіча гімназія ім. Олександру Донича. Перед палацом стояла копія фігури Капітолійської вовчиці, яка мала символізувати римське походження румунів.
У 1934 будівля передана відділенню агрономічних наук Яського університету.
Під час Другої світової війни будівля сильно постраждала і в 1950 реконструйована за проектом Етті-Рози Спірер. У ньому розташовувався Сільськогосподарський інститут, а потім Академія мистецтв, згодом перейменована на Академію музики, театру та мистецтв. 
У перші десятиліття XXI століття технічний стан будівлі був дуже поганим , і він вимагав термінового ремонту.

## Галерея

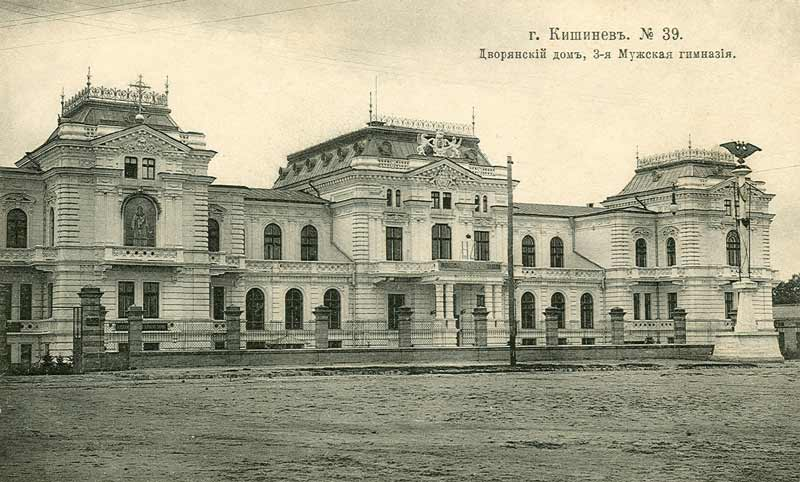
1910.
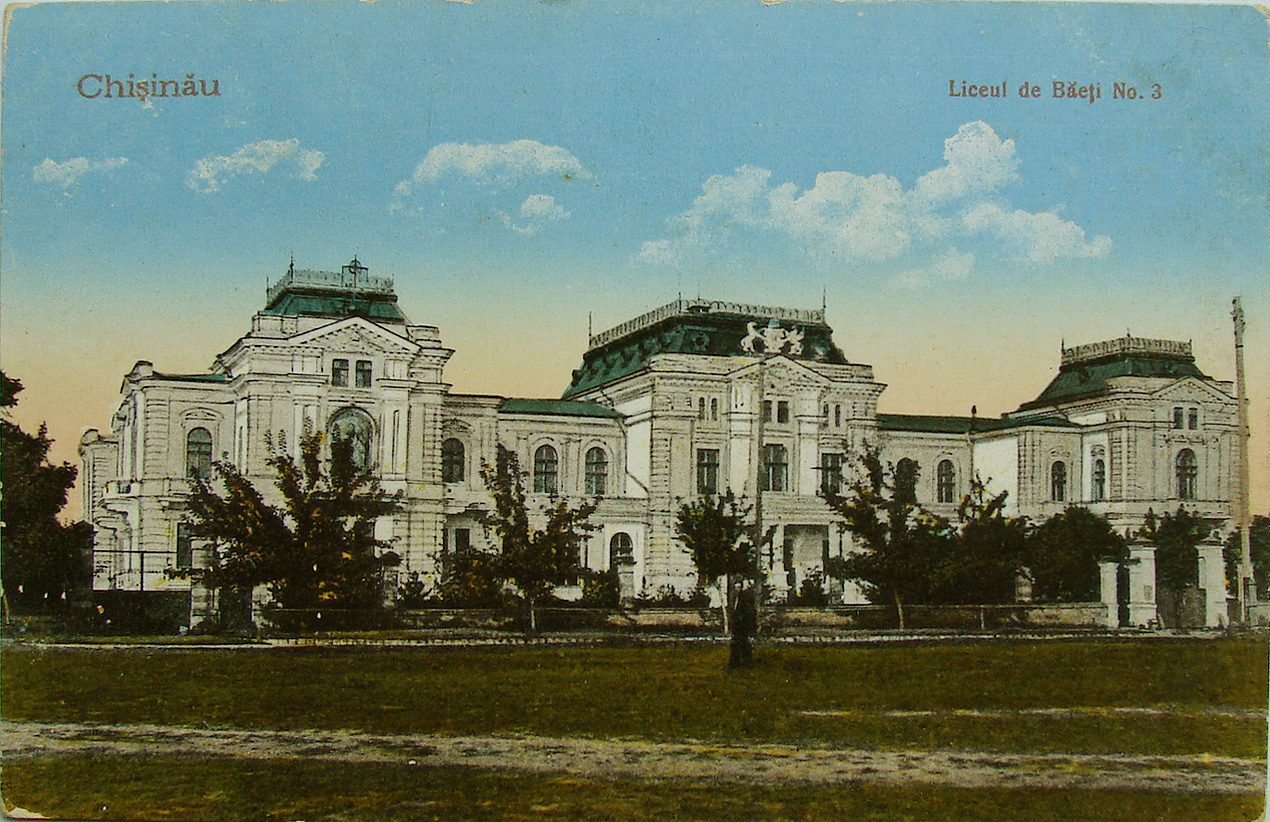
1920.
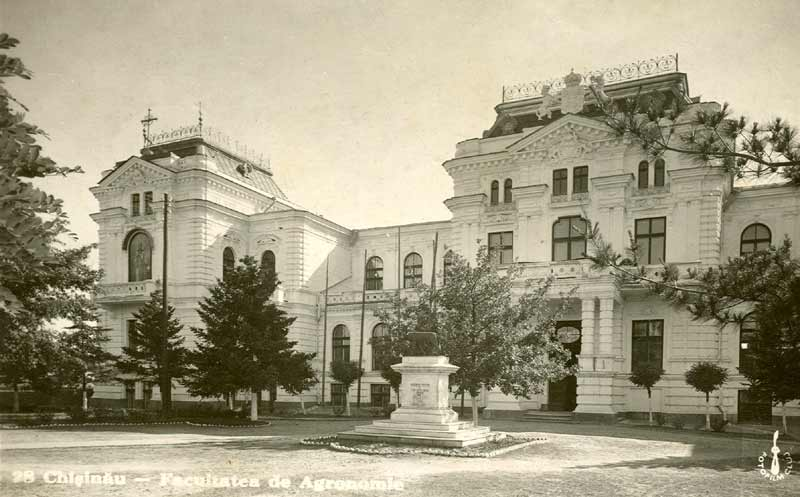
1930
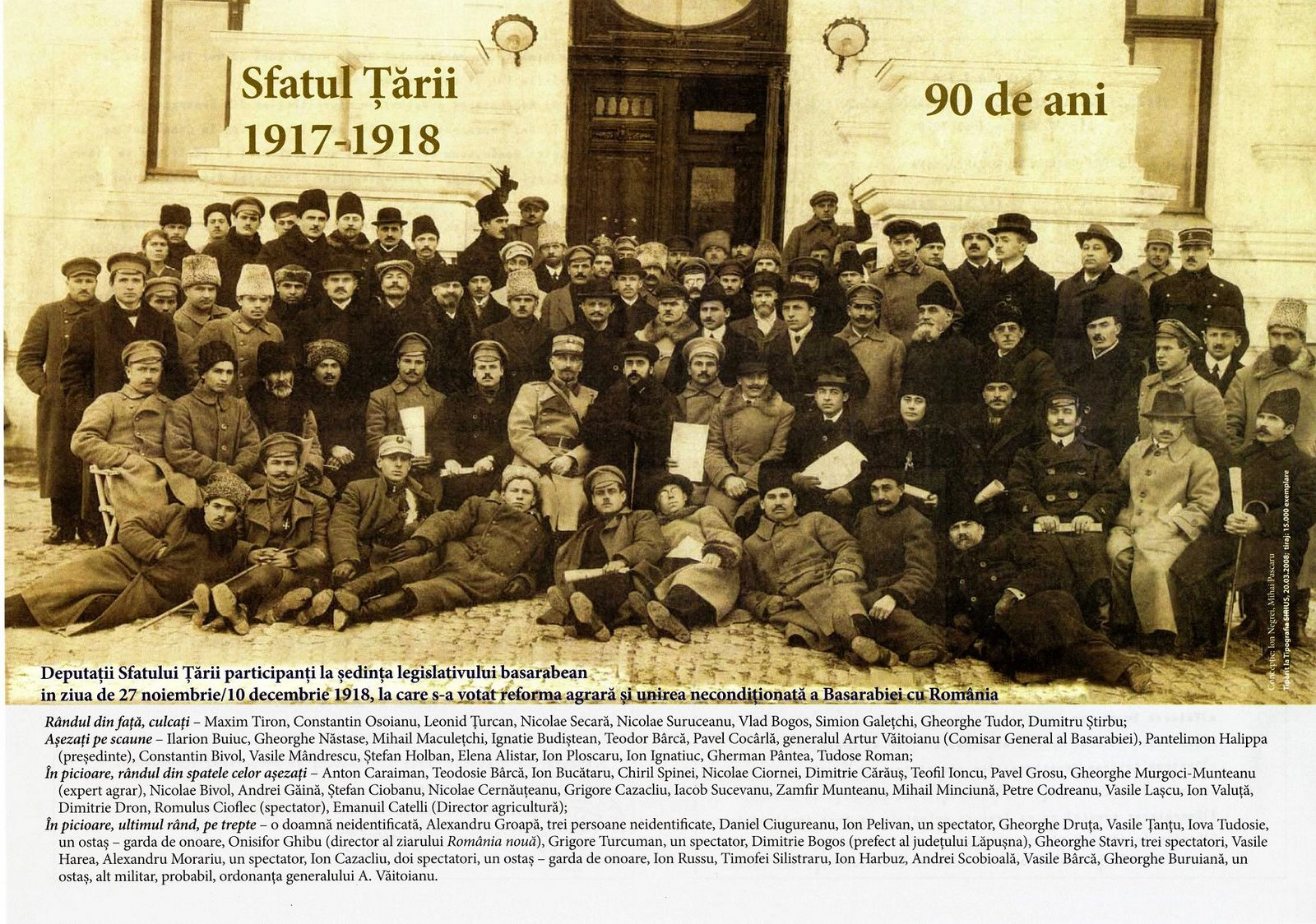
Члени Стафул Церію, 10 грудня 1918
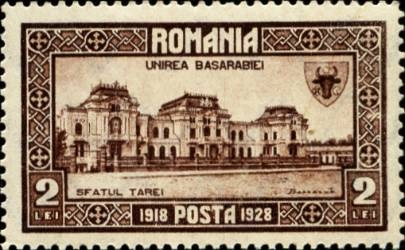
Марка. 1928
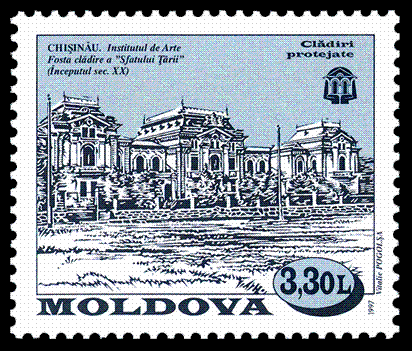
Марка. 1997
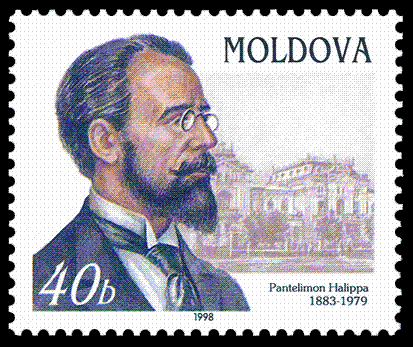
Марка